# Héctor Cuéllar
Héctor Manuel Cuellar Rosales (ur. 16 sierpnia 2000 w Santa Cruz) – boliwijski piłkarz występujący na pozycji prawego obrońcy, reprezentant Boliwii, od 2023 roku zawodnik Always Ready.